# J. F. L. Levesque
J.F.L. Levesque, né en 1760, est un ingénieur géographe français.
Il fait partie de l'Expédition d'Égypte.
Ingénieur français employé au cadastre, il devient le secrétaire de Menou.
Du 15 au 18 juillet 1799, il accompagne le général Menou qui a reçu l'ordre d'occuper les couvents coptes de la région des lacs de natron.